# Célula sanguínea periférica
Células sanguíneas periféricas são  células encontradas na corrente sanguínea - e não sequestradas pelo  sistema linfático,  baço,  fígado ou pela medula óssea. São  os  glóbulos vermelhos  (também chamados eritrócitos ou hemácias),  os glóbulos brancos  ou leucócitos  e as  plaquetas. 